# Nia Ali
Nia Ali ( Norristown, 23 de outubro de 1988) é uma velocista estadunidense, especialista nos 100 m com barreiras e no heptatlo, campeã mundial e medalhista olímpica da prova de pista.

## Carreira
Nia Ali competiu na Rio 2016, conquistando a medalha de prata nos 100m com barreiras. Em Doha 2019 foi campeã mundial da prova, fazendo sua melhor marca pessoal, 12.34. 